# Massimiliano Alvini
Massimiliano Alvini (* 20. April 1970 in Fucecchio) ist ein italienischer Fußballtrainer.

## Sportlicher Werdegang
Alvinis aktive Fußballspielerkarriere beschränkte sich auf den toskanischen Amateurbereich, dabei spielte er unter anderem für die SS Signa 1914 in der Promozione. Nachdem er 2000 verletzungsbedingt seine Karriere beim Klub beenden musste, wechselte er zunächst als Trainer in den Jugendbereich des Klubs und wurde 2001 zum Cheftrainer befördert. In seinem ersten Trainerjahr führte er die Mannschaft zum Aufstieg in die Eccellenza, wo sie jedoch den Klassenerhalt verpasste. Daraufhin wechselte er zu Quarrata Olimpia, mit dem er erst in den Aufstiegsspielen die Qualifikation zur Serie D verpasste. Anschließend kehrte er zu SS Signa 1914 zurück, nach zwei Jahren im Amt wechselte er abermals zu Quarrata Olimpia. Der Klub war im Vorjahr aus der Eccellenza abgestiegen, unter Alvini gelang der direkte Wiederaufstieg.
2008 übernahm Alvini die AC Tuttocuoio 1957 in der Promozione Toscana, die er innerhalb von zwei Jahren in die Serie D führte, dabei gewann die Mannschaft 2010 die Coppa Italia Dilettanti. 2013 gelang der nächste Aufstieg, mit der Teilnahme an der Lega Pro Seconda Divisione führte er den Klub erstmals in den italienischen Profibereich. Im folgenden Jahr qualifizierte er sich mit dem Mannschaft im Zuge einer Ligareform für die Lega Pro als dritthöchster Spielklasse. 
2015 verließ Alvini den Klub in Richtung Ligakonkurrent US Pistoiese, wurde dort jedoch im April des folgenden Jahres nach nur sechs Siegen in 30 Spielen vorzeitig entlassen. Im Sommer übernahm er die UC AlbinoLeffe, wo er in den ersten beiden Jahren die Aufstiegs-Play-Offs zur Serie B erreichte. Im November 2018 wurde er nach einem schwachen Saisonstart, bei dem in zwölf Spielen nur ein Sieg errungen wurde, vorzeitig entlassen.
Alvini heuerte 2019 beim Drittligisten AC Reggiana an, mit dem er in die Serie B aufstieg. Mit dem Neuling beendete er die Spielzeit 2020/21 auf einem Abstiegsplatz. Er verließ den Klub uns kam beim Zweitligaaufsteiger AC Perugia Calcio unter, bei dem Aufstiegstrainer Fabio Caserta sich verabschiedet hatte. Unter seiner Leitung beendete Perugia die folgende Saison auf dem achten Platz und qualifizierte sich für die Aufstiegs-Playoffs, wo man in der ersten Runde gegen Brescia Calcio nach Verlängerung ausschied.
Einen Tag nach seiner Vertragsauflösung bei Perugia heuerte Alvini im Juni 2022 bei US Cremonese in der Serie A an. Nach einer 2:3-Heimniederlage gegen Mitaufsteiger AC Monza wurde Alvini am 14. Januar 2023 entlassen.